# Senador José Bento (ort)
Senador José Bento är en ort i Brasilien.   Den ligger i kommunen Senador José Bento och delstaten Minas Gerais, i den sydöstra delen av landet, 700 km söder om huvudstaden Brasília. Senador José Bento ligger 884 meter över havet och antalet invånare är 1 793.
Terrängen runt Senador José Bento är huvudsakligen kuperad, men österut är den platt. Närmaste större samhälle är Borda da Mata, 12,3 km söder om Senador José Bento.
Omgivningarna runt Senador José Bento är huvudsakligen savann. Runt Senador José Bento är det ganska tätbefolkat, med 86 invånare per kvadratkilometer.